# Биль, Габриэль
Габриэль Биль (нем. Gabriel Biel; до 1410, Шпайер — 29 ноября 1495, Тюбинген) — немецкий богослов и философ-схоластик, видный теолог позднего средневековья, «Глубочайший Доктор »(«Doctor Profundissimus»). Католический священник. Августинец.

## Биография
Обучался в университетах Гейдельберга и Эрфурта. Служил проповедником и викарием в Майнцском соборе, с 1479 года — приходский священник в Урахе. Также был руководителем братства общей жизни в Буцбахе.
С 1484 года состоял профессором философии в Тюбингенском университете, читал лекции в Гейдельбергском университете.
Современники называли его «последним схоластиком». Был сторонником философии Уильяма Оккама, хотя в последних трёх своих работах он был ближе к философии Дунса Скота, чем к номинализму.
Г. Биль считал, что вся церковная власть, даже власть епископов, прямо или косвенно исходила от папы римского. Он защищал действие таинств ex opere operantis (лат. «От действующих») и ex opere operato (лат. «В силу совершенной действия» или «Самим фактом, что действие произошло»). Г. Биль верил, что сила отпущения грехов дана в таинстве священства. Его сотериология служит подтверждением полупелагианства, он сформулировал концепцию двух заветов — завета благодати и завета справедливости. Согласно первому завету, Бог даёт благодать тем, кто делает всё, что в его силах, чтобы исполнять волю Бога. Согласно второму завету, он считал, что хорошие поступки, исполненные в состоянии благодати, заслуживают оправдания.
Своим «Collectorium sive epitome in magistri sententiarum libros IV» (Тюбинген, 1501) он дал толчок систематическому развитию номинализма Оккама и, таким образом, повлиял на Лютера и Меланхтона.
Г. Биль также внёс значительный вклад в развитие политической экономии.

## Избранные труды
- Lectura Super Canona Missæ, 1488
- Epitome et collectorium ex Occamo super quattuor libros crittiarum, 1495
- Expositio canonis missæ, 1499
- Проповедь, 1499